# Зона перепису населення
Зона перепису населення, область перепису або район перепису (англ. census tract, census area, census district) — специфічне територіальне утворення в США, створене для зручності проведення перепису населення. Зазвичай межі зон перепису збігаються з межами міст, районів або інших адміністративних одиниць у межах округів (англ. county). Зони перепису поділено на блоки перепису і групи блоків перепису.

## Аляска
На Алясці основною адміністративною одиницею місцевого самоврядування є боро (англ. borough), але вони вкривають тільки частину території штату. Решта території не має достатньої кількості населення для формування місцевого самоврядування (принаймні, зацікавленого в тому населення). Для зручності керування ці території об'єднано у так званий неорганізований боро. З метою перепису населення Бюро перепису населення США поділило його на зони перепису населення (англ. census area). Таких зон на Алясці спочатку налічувалося 11, а після виділення м. Пітерсберг із навколишніми островами в окремий боро (2013 року), їх залишалося десять.